# Zygmunt Kądziela
Zygmunt Kądziela (ur. 1935, zm. 2 września 2022) – polski siatkarz, trener, sędzia siatkarski i działacz sportowy. Honorowy Sędzia Polskiego Związku Piłki Siatkowej.
W piłkę siatkową grał w latach 1951–1966. Był zawodnikiem Radomiaka, Startu Radom i Zawiszy Bydgoszcz w rozgrywkach II i III ligi. Po zakończeniu kariery zawodniczej trenował siatkarki Radomiaka i siatkarzy Czarnych Radom.
Sędzia klasy państwowej. W latach 2001–2010 komisarz Profesjonalnej Ligi Piłki Siatkowej (PlusLiga oraz PlusLiga Kobiet).

## Odznaczenia sportowe
- Złota odznaka Zasłużony Działacz Kultury Fizycznej
- Złota Honorowa Odznaka PZPS
- Zasłużony działacz Mazowiecko-Warszawskiego Związku Piłki Siatkowej
- Medal 80-lecie PZPS
- Medal PZPS za wybitne zasługi w rozwoju piłki siatkowej
- Tytuł „Honorowy Sędzia” Polskiego Związku Piłki Siatkowej[2]